# Gemeiner Bienenkäfer
Der Gemeine Bienenkäfer (Trichodes apiarius) ist ein Käfer aus der Familie der Buntkäfer (Cleridae). Alternative Trivialnamen sind Immenkäfer, Immenwolf oder Bienenwolf.

## Merkmale
Die Käfer erreichen eine Länge von acht bis 15 Millimeter. Die Flügeldecken sind abwechselnd orangerot und blauschwarz gebändert und das Flügeldeckenende ist dunkel. Kopf, Halsschild und Beine sind blau oder grün und glänzen metallisch. Die Vorder- und Mittelfüße sind gelblich gefärbt, die Hinterfüße dagegen braun. Die Fühler besitzen eine dreigliedrige Fühlerkeule, deren letztes Glied an der Seite spitz ausgezogen ist. Der Körper und die Beine sind lang behaart, der Kopf und der Halsschild sind mit braunen Härchen versehen. Der Halsschild ist fein punktiert.

### Ähnliche Arten
- Trichodes alvearius (Fabricius, 1792). Helles Flügeldeckenende, grob punktierter Halsschild, der wie der Kopf mit schwarzen Härchen versehen ist.[1]

| Bilder der Larve         |                 |
|                          |                 |
|                          |                 |
| Mundwerkzeuge            |                 |
|                          |                 |
| Im Nest einer Mauerbiene | Hinterleibsende |

| Bilder der Puppe                                           |
|                                                            |
| frisch geschlüpft rechts Exuvie des letzten Larvenstadiums |
|                                                            |
| Beginn der Pigmentierung                                   |
|                                                            |
| Kurz vor der Häutung                                       |

### Synonyme
- Trichodes affinis Spinola, 1844[2]
- Clerus alveolarius Latreille, 1804[2]
- Attelabus apiarius Müller, 1776[2]
- Trichodes interruptus Kraatz, 1894[2]

## Vorkommen
Von den vier in Mitteleuropa vorkommenden Arten der Gattung Trichodes ist der Gemeine Bienenkäfer die am häufigsten vorkommende Art. Gebietsweise ist er aber selten geworden, so z. B. in Norddeutschland und in Ostdeutschland. Im Ostalpenraum ist er ebenfalls selten, während er in Liechtenstein noch weit verbreitet ist.
Die Art fehlt in Fennoskandien, sie kommt aber in Dänemark und auf den Britischen Inseln vor. Außerhalb von Europa findet man den Gemeinen Bienenkäfer in Nordafrika, im Kaukasus und in Kleinasien.

## Lebensweise
Die Larven leben räuberisch in den Nestern verschiedener, vor allem oberirdisch nistender, solitär lebender Wildbienen, selten werden sie auch in den Bienenstöcken der Europäischen Honigbiene gefunden, wo sie sich von toten Bienen, Puppen und Maden ernähren. Die Eier werden in der Nähe der Nester abgelegt, ein Weibchen produziert ca. 260 Eier. Die Larven dringen in die Brutzellen der Bienen ein, wo sie die Wände der Zellen zerstören und deren Inhalt – Pollen, Bieneneier und -larven – als Nahrung aufnehmen. Vor der Verpuppung wird der Nesteingang mit einem Kotpfropfen verschlossen. Die Puppenruhe kann mehr als ein Jahr dauern; die Entwicklung vom Ei zum Imago 3 bis 5 Jahre.
Der ausgewachsene Käfer hält sich von Mai bis August, vor allem im Juni und Juli, auf Blüten verschiedener Pflanzenarten auf, darunter häufig Vertretern der Familien der Korbblütler und Doldenblütler, und jagt hier andere kleine Insekten, die die Blüten besuchen. Er frisst aber auch Pollen. Er bevorzugt warme und sonnige Orte, wie z. B. Waldränder, Trockenwiesen und Gärten.